# Kanra
Kanra (jap. 甘楽町 Kanra-machi) – miasto w Japonii, na wyspie Honsiu, w prefekturze Gunma. Według danych na rok 2020 miejscowość zamieszkiwało 12 491 mieszkańców , a gęstość zaludnienia wyniosła 213,1 os./km².